# ما ونژو
ما ونژو (انگلیسی: Ma Wenzhu؛ زادهٔ ۱۱ اوت ۱۹۶۳) وزنه‌بردار اهل چین بود.  وی در بازی‌های المپیک تابستانی ۱۹۸۸ شرکت کرده‌است.